# Albergo del Gambero
Il cosiddetto Albergo del Gambero è stato un antico albergo nonché locanda, considerato tra l'altro il più antico ad essere fondato nella città di Brescia.

## Storia

### Le origini
L'area dove sarebbe sorto attorno al 1465 l'albergo fu inizialmente occupata da una casa opificio degli Umiliati, appartenente probabilmente alla comunità del vicino monastero di santa Maria Maddalena; questa comunità, tra l'altro, aveva occupato la sede precedentemente appartenuta alla diaconia di san Lorenzo di Brescia, che in quel luogo aveva fondato degli ospizi per la degenza dei malati. In seguito alla dismessa di queste due istituzioni di carità dall'area, che oggi corrisponde a corsia del Gambero, vi si stanziò il ghetto ebreo della città, poi sgomberato appunto nel 1465; l'albergo venne dunque fondato ed inaugurato lo stesso anno, adottando come insegna, per l'appunto, quella di un gambero. A sua volta, questa insegna traeva ispirazione dallo stemma dei nobili Gambara che avevano una proprietà nella zona, poi venduta nel 1287 al comune o, più probabilmente, dalla presenza degli Umiliati del convento di santa Maria Maddalena che provenivano proprio da Gambara, centro della pianura bresciana.

### Dispute legali

Una veduta complessiva di corsia del Gambero

Nel corso della storia dell'albergo si verificarono diverse querelle legali tra i vari proprietari: infatti, nel 1474, l'allora gestore dell'attività Bortolo Della Balla decise di procedere legalmente contro il precedente proprietario, tale Antonio da Fiumenero; quest'ultimo, una volta abbandonata la conduzione della locanda del gambero, aveva aperto un'altra attività nei pressi della contrada di Porta Nuova, utilizzando come insegna proprio quella del gambero. L'allora podestà, presiedendo il processo in quanto giudice, interrogò l'uomo che ammise la manomissione dell'insegna, sebbene fosse stato legittimato, a sua detta, dall'assenso della stessa famiglia Gambara. Vennero dunque citati a processo alcuni esponenti della famiglia nobile che, tuttavia, negarono tale concessione. Il gestore fu dunque costretto a ripristinare la propria insegna, ossia quella di un angelo.
Un'altra bega legale si verificò quando, nel 1539, si recò a Brescia la duchessa di Mantova Isabella d'Este: la nobildonna, infatti, soggiornò in quello che lei credeva essere l'albergo del gambero, ma che, in realtà, era la dimora di Giorgio Martinengo, soprannominato il "superbo italiano": costui, infatti, volendo ospitare a tutti i costi la marchesa, fece trafugare durante la notte l'insegna del gambero e la fece apporre presso il proprio palazzo; la mattina seguente, dunque, mandò un proprio legato a ricevere la nobildonna, che effettivamente alloggiò presso di lui. Secondo le fonti la locanda avrebbe ospitato la nobile Caterina Cornaro.

### Altre visite illustri

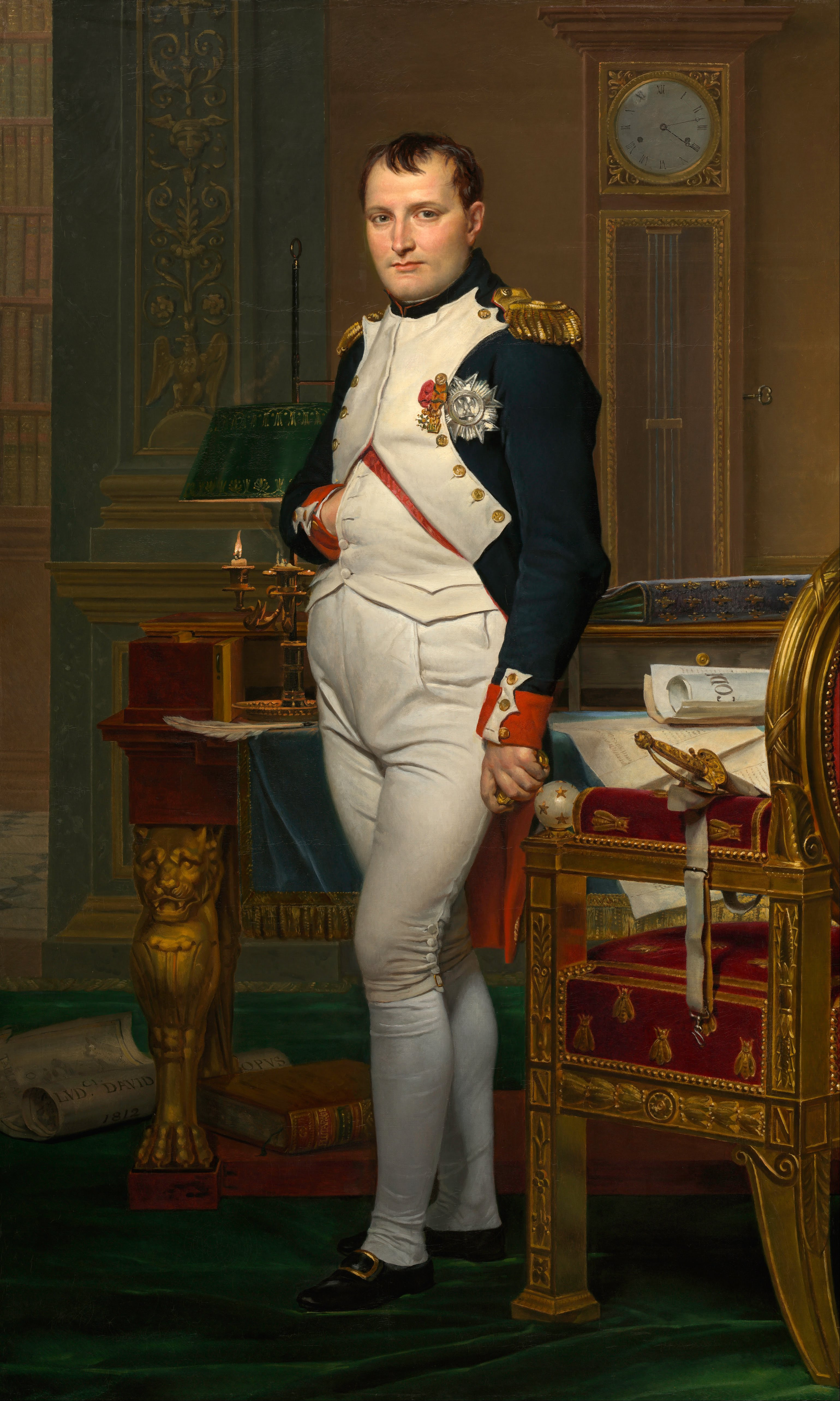
Jacques-Louis David, Napoleone nel suo gabinetto di lavoro, olio su tela, 1812, National Gallery of Art

Secondo le fonti alloggiò presso la locanda, in data 16 luglio 1796, anche il generale Napoleone Bonaparte, essendo stata una base giacobina che aveva ospitato, tra gli altri, il conte Luigi Lechi; anche Silvio Pellico, nel volume autobiografico de Le mie prigioni, del 1832, accenna indirettamente alla locanda, descrivendo la breve permanenza in città al seguito del bresciano Andrea Tonelli, come lui reduce dalla detenzione nella fortezza dello Spielberg.
Famosa è anche la permanenza che Ugo Foscolo intrattenne nella città quando diede alle stampe la prima edizione de I sepolcri, attorno al 1807; ebbe dunque modo di recarsi nella famosa locanda diverse volte; è testimoniato infatti come:
(Carla Milesi, articolo in terza pagina del Giornale di Brescia del 21 gennaio 1949)

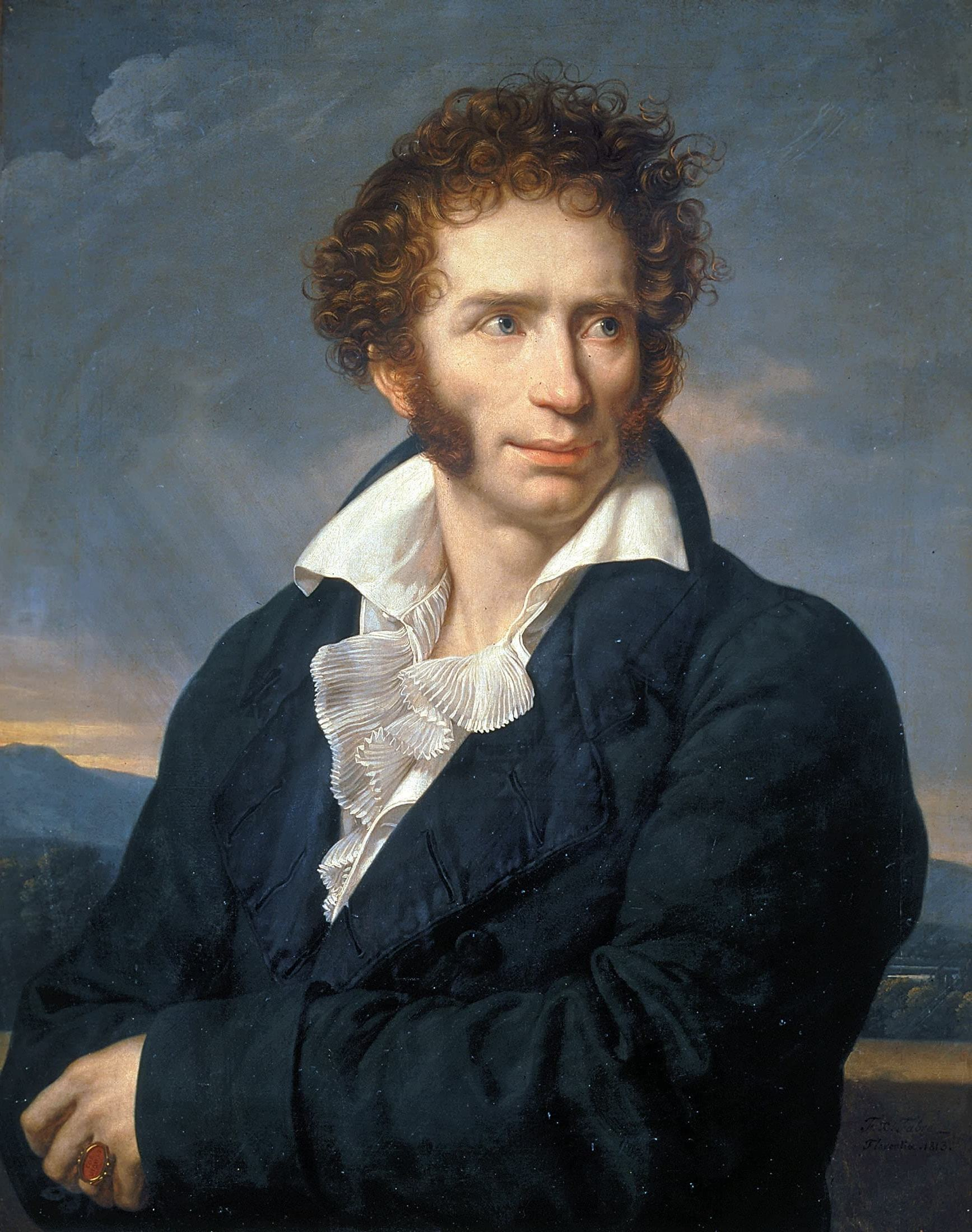
François-Xavier Fabre, Ritratto di Ugo Foscolo, pittura, 1813, Biblioteca nazionale di Firenze

Data la sempre più alta presenza di Austriaci che frequentavano la locanda del Gambero nel corso del XIX secolo, i bresciani cessarono gradualmente di frequentarla. L'albergo rimase appunto proprietà dell'ospedale fino alla fine del XIX secolo, quando, nel 1882, i fratelli Urgnani decisero di acquistarlo; in seguito la proprietà passò ad altri privati fino a quando, agli inizi del Novecento, fu acquistato dalla famiglia Zanotti. In seguito l'attività cessò definitivamente negli anni '60. L'albergo fu anche al centro di un fatto drammatico, avvenuto durante il bombardamento della città del 13 luglio 1944: dei circa duecento bresciani che morirono in quel frangente, molti furono quelli rimasti seppelliti nei sotterranei dell'albergo Gambero dove avevano trovato rifugio, crollati dopo che l'edificio fu colpito da una bomba. Per estensione, inoltre, vennero definite case del Gambero anche le abitazioni costruite nel XVI secolo lungo l'ultimo tratto di corso Palestro, davanti all'albergo stesso; sempre in onore dell'albergo locanda, tra l'altro, è stato denominato il vicolo che, da corso Giuseppe Zanardelli, portava all'ex albergo, ossia corsia del Gambero.